# De tre spejdere
De tre spejdere (fransk 3A og senere Les aventures des 3 A) er en belgisk tegneserie om tre spejdere og deres oplevelser, hvor de løser en del mysterier.
Folkene bag De tre spejdere er de samme som bag succesen Allan Falk. André-Paul Duchâteau skrev historierne under pseudonymet Michel Vasseur. Gilbert Gascard (Tibet) tegnede ukrediteret personerne, og Mittéï tegnede baggrunde m.m.
Serien havde premiere den 3. april 1962 i fransk-belgisk Le Journal Tintin og i hollandsk-belgiske Kuifje weekblad og gik nogle uger senere i fransk Le Journal Tintin.
I 1967 besluttede redaktionen af Tintin-bladet at nedlægge serien og give Allan Falk mere plads i seriebladet.
I Danmark gik 6 af de 9 historier i fart og tempo 1968-1971 og var på forsiden af 6 blade.

I marts 2024 udgav forlaget E-voke første bind i en bogserie, der er planlagt til 3 bind.
| De tre spejdere – oversigt |                                  |             |                |                              |                                            |
| Fransksproget førsteudgave | Fransksproget førsteudgave       | Antal sider | Danske udgaver | Danske udgaver               | Danske udgaver                             |
| Premiere                   | Titel                            | Antal sider | Fart og tempo  | Titel                        | Bog                                        |
| 1962-04-03 – 1962-07-10    | La mage de Castelmont            | 30          |                | Troldmanden fra Castelmont   | 1. De tre første eventyr 978-87-7598-039-0 |
| 1962-10-30 – 1963-02-05    | La grotte aux esprits            | 30          |                | Spøgelsesgrotten             | 1. De tre første eventyr 978-87-7598-039-0 |
| 1963-04-02 – 1963-07-09    | La chouette criera 3 fois        | 30          |                | Uglen tuder tre gange        | 1. De tre første eventyr 978-87-7598-039-0 |
| 1963-11-05 – 1964-02-11    | Les naufrageurs de la brume      | 30          | 1969/32 – 37   | Pirater i tågen              | 2. Ilddåben (planlagt)                     |
| 1964-05-05 – 1964-08-11    | L'épreuve du feu                 | 32          | 69/48 – 70/1   | Ilddåben                     | 2. Ilddåben (planlagt)                     |
| 1964-12-15 – 1965-03-23    | Le secret des la falaises rouges | 30          | 1970/19 – 24   | De røde klippers hemmelighed | 2. Ilddåben (planlagt)                     |
| 1965-08-03 – 1965-11-09    | Signaux dans la nuit             | 30          | 1970/36 – 42   | Signaler i mørket            | 3. (Planlagt)                              |
| 1966-04-26 – 1966-06-21    | Abordage à Bonifacio             | 30          | 1971/15 – 22   | Landgang på Korsika          | 3. (Planlagt)                              |
| 1967-04-20                 | Le billet gagnant                | 7           | 1968/11        | Den store gevinst            | 3. (Planlagt)                              |